# Dirk Kleinke
Dirk Kleinke (* in Berlin) ist ein deutscher Tenor sowie Gesangsdozent an der Universität Potsdam und an der BTU Cottbus.

## Leben
Kleinke studierte zunächst Chordirigieren in Weimar und Berlin. Dem schloss sich ein Gesangsstudium an der Hochschule für Musik „Hanns Eisler“ in Berlin an, welches er 1999 erfolgreich beendete.
Zwischen 1997 und 1998 war er in der Neuköllner Oper Berlin durch die Mitwirkung in drei Produktionen dieses Hauses verbunden. Seit 2000 gehört er dem Ensemble des Staatstheaters Cottbus als Tenor an. Schon während seiner Studienzeit sang Dirk Kleinke in zahlreichen Opernproduktionen. So war er zum Beispiel als Monostatos in Mozarts Die Zauberflöte, inszeniert von George Tabori im Berliner „Zirkus um die Zauberflöte“ zu erleben. Als Preisträger der Kammeroper Schloss Rheinsberg sang er im Sommer 2000 in W. A. Mozarts Hochzeit des Figaro die Partie des Don Basilio. Im Januar 2003 erschien seine die erste CD mit Liedern von Robert Schumann. Daneben konnte und kann man Kleinke auch als Konzertsänger und in Liederabenden erleben. Dabei arbeitete er mit namhaften Dirigenten, Chören, Orchestern, Pianisten und Gitarristen aus ganz Deutschland zusammen.
Inzwischen zählen circa 60 Operpartien, 75 Oratorien und über 150 Lieder zu seinem Repertoire. Operngastspiele, Konzerte und Liederabende führten Dirk Kleinke bisher nach Italien, Frankreich, Belgien sowie an viele der großen Theater, Kirchen und Konzertsäle Deutschlands. So konzertierte er unter anderem in der Berliner Philharmonie, dem Konzerthaus Berlin, der Leipziger Thomaskirche, wo er mit dem Thomanerchor Leipzig zusammenarbeiten konnte, dem Dom zu Speyer, dem Magdeburger Dom und dem Berliner Dom.
Vom Wintersemester 2006/07 bis zum Sommersemester 2018 war Dirk Kleinke neben seinen Verpflichtungen als Opern- und Konzertsänger Gesangsdozent an der Universität Potsdam. 
Von Herbst 2008 bis zum Sommer 2012 war Dirk Kleinke Gastsolist an der Komischen Oper Berlin.
Seit dem Sommersemester 2018 hat der Tenor einen Lehrauftrag für Gesang an der BTU Cottbus.